# Balk
Il balk, nel baseball, è un'azione illegale del lanciatore che viene sanzionata con l'avanzamento di una base di tutti i corridori avversari.
Nelle statistiche viene abbreviato in BK.

## Attribuzione
Lo spirito della regola del balk è quello di punire il comportamento scorretto del lanciatore che cerca di ingannare intenzionalmente i corridori in base. Quindi è una penalità che viene attribuita al solo lanciatore (e non ad altri difensori eventualmente coinvolti nell'azione illegale), e solo quando ci sono corridori in base; le stesse azioni, se compiute a basi vuote, non comportano il balk. L'avanzamento di una base è concesso agli avversari già in base (i corridori, appunto), ma non al battitore.
Tra le azioni illegali sanzionate con il balk ci sono le finte di tiro o di lancio, l'interruzione o l'esecuzione irregolare del lancio, e il ritardo volontario della partita.
Un'altra situazione in cui viene attribuito il balk al lanciatore si realizza quando il corridore in terza base tenta di arrivare a casa con una rubata o durante uno squeeze play, e uno dei difensori, senza avere la palla in mano, compie un'ostruzione piazzandosi sopra o davanti al piatto di casa base, o un'interferenza toccando il battitore o la sua mazza.